# Dictyna longispina
Dictyna longispina là một loài nhện trong họ Dictynidae.
Loài này thuộc chi Dictyna. Dictyna longispina được James Henry Emerton miêu tả năm 1888.